# Josefa Fritsche-Koch
Josefa Fritsche-Koch, née le 9 novembre 1860 à Gonten et morte le 23 mai 1949 à Gontenbad, est une commissionnaire et entrepreneuse en broderie réalisée à la main.
Elle gère et développe une entreprise à une époque où les femmes sont peu valorisées. Son activité commerciale s'étend au delà du canton d'Appenzell ; elle a également étendu le commerce de la broderie au-delà des frontières de la Suisse en ayant plusieurs magasins en Europe.

## Biographie

### Origines et enfance
Josefa Fritsche-Koch naît le 9 novembre 1860 à Gonten. Ses parents sont Maria Josefa née Huber, brodeuse, commissionnaire et vendeuse de broderies et Johann Baptist Koch, agriculteur, conseiller et juge de district.
Elle grandit près de Gonten dans la ferme de Loos, l'une des plus grandes exploitations agricoles d'Appenzell Rhodes-Intérieures, et elle est la sœur aînée de Johann Baptist Koch (de), qui reprend par la suite le domaine parental et réussit aussi dans le commerce international de la broderie.

### Parcours professionnel
Josefa Koch fait ses premières expériences professionnelles comme jeune vendeuse dans un magasin de broderie à Wiesbaden,.
Surnommée « Huebere-Josefe », elle est l'une des « Ferggerinnen » (commissionnaires) les plus prisées d'Appenzell. Elle sert d'intermédiaire entre les fabricants de Saint-Gall ou d'Hérisau et les brodeuses à domicile des Rhodes-Intérieures, transmet les commandes, transporte les marchandises, coordonne les travaux et garantit aux commanditaires un travail de qualité ainsi que le respect des délais.
À partir de 1902, elle ouvre des magasins de broderie sous le nom de son mari dans des lieux de détente et de cure comme Davos, Interlaken, Vevey, Montreux, Karlsbad et Ostende,,.

### Vie privée
En 1881, à 21 ans, Josefa Fritsche-Koch épouse l'agriculteur Josef Anton Fritsche, futur trésorier des Rhodes-Intérieures, et s'installe dans sa ferme au Hirschberg près d'Appenzell. Le couple a onze enfants, dont trois meurent en bas âge.
Elle voyage beaucoup, chapeaute les boutiques à travers une correspondance intense et emploie ses enfants au sein de l'entreprise dans la mesure du possible.
Après la mort de son mari en 1914, elle transmet la ferme à son fils Josef Anton Fritsche et se fait construire une nouvelle maison à Gontenbad, d'où elle mène ses affaires jusqu'à un âge avancé,.
Elle s'engage aussi sur le plan social en accompagnant notamment des jeunes prêtres à leur messe de prémices en tant que mère spirituelle et soutient des étudiants en difficulté financière.

### Mort
Josefa Fritsche-Koch meurt le 23 mai 1949 à Gontenbad.